# Нигматулина, Линда Талгатовна
Ли́нда Талга́товна Нигмату́лина (каз. Линда Талғатқызы Нығматулина; род. 14 мая 1983, Алма-Ата, Казахская ССР) — казахстанская певица и актриса.

## Биография
Линда Нигматулина родилась 14 мая 1983 года в Алма-Ате. Её отец, актёр Талгат Нигматулин, имел татарские и узбекские корни, а мать, актриса Венера Нигматулина, — уйгурка. Талгат был поклонником Брюса Ли, жену которого звали Линдой. Венера в то время увлекалась мемуарами Линды Маккартни — жены Пола Маккартни, поэтому дочь по обоюдному согласию назвали Линдой.
Свой первый гонорар в кино (60 копеек) заработала уже в трёхлетнем возрасте. Вместе с матерью снялась в фильме «Зять из провинции». Её мать, будучи на шестом месяце беременности, снималась в фильме «Волчья яма». В школьные годы занималась художественным плаванием, посещала музыкальную школу. После окончания школы Линда поступила в Театральный институт имени Жургенова.
Для фильма «Медвежья охота» на роль Марины пробовалось около пяти сотен актрис, но режиссёр картины Валерий Николаев остановил свой выбор на Нигматулиной. В 2007 году снялась для журнала «Moulin Rouge».
Выступала в группе из пяти девушек «Ниссо». В 2009 году в паре с Кайратом Тунтековым приняла участие в проекте «Екі Жұлдыз». В 2010 году в паре с Русланом Гончаровым приняла участие в проекте Первого канала «Лёд и пламень». Стала лицом «Гарньер Колор Нэчралс» в Казахстане. В 2012 году в снялась рекламе питьевой воды ASU.
12 сентября 2013 года в Алма-Ате вместе с Игорем Верником вела вручение премии Fashion TV Awards. В 2013 году снялась для рекламы DPD Kazakhstan.
В марте 2015 года приняла участие в интернет-акции в поддержку детей с тяжелыми заболеваниями — «От сердца к сердцу».
В июле 2015 года представила свою первую европейскую композицию «it’s ok», запись которой проходила в Лондоне. Работала в Современном театре антрепризы под руководством продюсера Альберта Могинова. Играла в спектакле «Жестокий урок». С 2005-2020 годах жила в Москве.С 2021 года живёт в городе Астана

## Личная жизнь
Была замужем за солистом группы «Бублики» Мухтаром Отали (род.1971). В 2000 году, в возрасте 18 лет, родила сына Альрами, который является музыкантом.
Является убеждённой вегетарианкой. Участвует в мероприятиях по защите животных. Сын также вегетарианец. Помимо пения и кино Линда занимается танцами, каратэ Кёкусинкай (имеет коричневый пояс), а также является неплохой наездницей.
В 2022 году в городе Алматы открыла веганский стартап под названием Fibonacci vegfood.
О Линде Нигматулиной в Казахстане был снят документальный фильм под названием «Душа, которая поёт».С 2005 года имеет домашний мини приют для животных.                Снимает мистический фильм про своего отца под названием  «Cозвездия Микаиля»

## Фильмография
- 1987 — Зять из провинции — Жанара, дочь Есена[29]
- 1996—2000 — Перекрёсток — Дана, подруга Маришки
- 2000 — Большая игра — Дана
- 2003 — Грант на мечту — Сания Султанова
- 2005 — 13 — мальчик Тимур / Линда
- 2005 — Виола Тараканова. В мире преступных страстей — Наташа Ким
- 2006 — Кочевник — женщина-воин Зейнеп[21]
- 2007 — Битвы божьих коровок — Мицуко
- 2007 — Медвежья охота — Марина
- 2007 — Неваляшка — Линда Гнездова[18]
- 2007 — Платина (сериал)[30] — Джумагуль
- 2007 — Час Волкова, Китайский след — Рита, жена Лавишева
- 2007 — 2010 — Гаишники. За пределами полномочий — Илона
- 2008 — Воротилы. Быть вместе — Ольга, стюардесса
- 2008 — Золотой ключик — Восточная красавица с поясом верности
- 2008 — Сердцеедки — Эмилия Шалимова
- 2009 — Город мечты — Продюсер
- 2009 — Кайрат — чемпион, или Девственник номер один — Алия
- 2009 — Хозяйка тайги — Мио, зоотехник
- 2010 — Медвежий угол (телесериал) — шаманка Тинга
- 2010 — Астана — любовь моя — медсестра
- 2010 — «Детективное агентство Иван да Марья» (сериал)[31] — Зухра
- 2011 — Моя семья — Марал
- 2011 — «Иван и Толян» (сериал)[31] — Таня Чо
- 2011 — Уроновый тайфун —
- 2012 — Одноклассники — Салтанат
- 2012 — Если бы да кабы — Чави
- 2013 — Молоко, сметана, творог (телефильм) — Салтанат[32]
- 2013 — Марш-бросок 2: Особые обстоятельства (кинофильм) — Мадина Асмаева, жена Габиса
- 2013 — Кавказский треугольник (фильм) — Белижа[33]
- 2014 — Вычислитель (фильм) — Лейла
- 2015 — Криминальный блюз (фильм) — главарь мафиозной триады Зихао[3]
- 2023 — По синим волнам (сериал) — мама главного героя[3]
- 2024 — Головоломка 2 (мультфильм) —Радость
- 2024 — Кровавая луна  (хоррор фильм)[34][35] — Лаура[36]
- 2025  — 12 часов (сериал)(Казахстан) — Алина